# Талпа-Триваља (Телеорман)
Талпа-Триваља (рум. Talpa-Trivalea) насеље је у Румунији у округу Телеорман. Oпштина се налази на надморској висини од 119 m.

## Становништво
Према подацима из 2011. године у насељу је живело 2309 становника.